# Françoise Dax-Boyer
 (août 2019).
Françoise Dax-Boyer, née le 5 août 1946 à Mazamet (France), est une poétesse, et réalisatrice française.

## Biographie
Poètesse et autrice de langue française, Françoise Dax-Boyer est née à Mazamet le 5 août 1946.
Agrégée de lettres, enseignante, elle a exercé de nombreuses fonctions dans le domaine de la formation continue,, et des relations internationales au sein du CMA. 
Sa rencontre avec le poète Jean Tardieu sera déterminante pour son engagement en écriture et son goût des « jeux de langue »; elle a dirigé le Cahier de l’Herne qui lui a été consacré et s’attache à faire vivre son œuvre par une manifestation annuelle depuis sa disparition en 1995; un hommage lui est ainsi rendu tous les 27 janvier, (par exemple celui à la BnF le 19 janvier 2019).
Sur les chemins de l’image, elle a créé la collection Le voir-Dit, rencontré le peintre Christian Broutin avec qui elle a écrit plusieurs livres,; elle a développé également un travail vidéo avec son ami Jean-Paul Fargier. 
Sa Montagne noire natale, son sud de prédilection, l’a amené à y créer une revue littéraire et poétiquepour mieux y « respirer ». 

## Publications
- 1987 : La scène du rêve, éditions Les Chemins de l'image, Préface Jean Tardieu[12]
- 1995 : Comme les nuits comme les jours, éditions L'Ether Vague / Verdier
- 1998 : Chair Mallarmé, éditions La Petite Librairie
- 2000 : L'art du Maujoin, éditions L'Amandier[13]
- 2002 : Le basson d'Arcachin[14]. éditions L'Amandier
- 2004 : F comme Forêt[15], éditions L'Amandier
- 2004 : Leila, reine des chats sauvages, conte bilingue français / anglais pour enfants, illustrations d'Elsa Dax
- 2006 : Le basson d'Arcachin 2, éditions L'Amandier
- 2007 : Rire bleu, éditions L'Amandier
- 2008 : L'Eden Avant Après[16], éditions L'Amandier, sur les peintures de Michael Lonsdale
- 2010 : L'astrologie des arbres, éditions L'Amandier
- 2011 : Les escargots n'ont pas mangé toutes nos lettres[17],[18]roman épistolaire écrit à quatre mains avec Brigitte Chapelain, éditions L'Amandier
- 2014 : Les Recettes d'amour[19], éditions L'Amandier, illustrations de Christian Broutin[20]
- 2014 : Braque de Varengeville, éditions L'Amandier, Photographies d'Yves Chevallier
- 2015 : Le basson d'Arcachin, édition revue et augmentée, éditions L'Amandier
- 2017 : Mon bestiaire amoureux, éditions de L'Œil, Illustrations de Christian Broutin[21],[22]
- 2021 : Les deux font le père - Destins croisés, éditions du Palais[23],[24]
- 2023 : Voyage voyage, Illustrations de Christian Broutin, Éditions du Palais[25]

## Directions littéraires
- 1991 : Direction du Cahier de l'Herne, N° 59, consacré à Jean Tardieu[26]
- 2006-2015 Directrice de Collection aux éditions de l’Amandier, Collection Le voir dit, poètes et peintres contemporains :
  - Instantanés, textes d’Andrée Chédid - Vitesse de la lumière, Peintures de Christian Broutin
  - L’Eden Avant Après, textes de Françoise Dax-Boyer, Peintures de Michael Lonsdale
  - L'inachevé de soi, texte de Claude Ber[27], Peintures de Pierre Dubrunquez
  - Catherines, texte de Catherine Nadaud Chambas, Peintures de Jean-Paul Chambas
- 2017-2022 Publication d’une revue littéraire annuelle Les cahiers de la Montagne Noire 1, 2, 3, 4, 5, 6

## Collaboration à des ouvrages collectifs
- 1985 - Préface du livre d'Andrée Chédid Le Sixième jour (Flammarion)
- 1986 - L'été perpétuel, Texte sur Jean Tardieu, revue Europe n°688/689, août / sept. 1986
- 1995 - L'aile sur l'oreiller, Texte sur Mallarmé, revue Europe n°789/790, jan / fév. 1995
- 1997 - Hommage à Patrice Thierry, le mensuel littéraire et poétique n°252 / n°261
- 2000 - Postface des Epigrammes vénitiennes de Goethe (Editions de l'Amandier)
- 2000 - Dans les bruits du monde (Editions le Hêtre Pourpre)
- 2001 - Préface de Florilèges (Editions de l'Amandier)
- 2007 - Méditerranée, d’une terre l’autre (Editions de l’Amandier)
- 2011 - La poésie féminine érotique contemporaine (Editions Hermann)
- 2011 - Préface de L'origine du monde est à La Roche Guyon de Frédéric Révérend (Editions du Palais)
- 2012 - Sexy Sexa (Editions L’âge d’homme) sous la direction de Lisbeth Rocher
- 2012 - Préface de Quand la nuit, pièce de théâtre de Gilles Aufray (Editions de l’Amandier)
- 2013 - Textes dans « Andrée Chedid, je t’aime » aux éditions Alfabarre
- 2015 - Texte sur les « Méandres », peintures de Christian Broutin
- 2021 - Fragment du Livre - Ming Men - 2010, textes d'auteurs et d'autrices sur des photographies de Sylvie Tubiana

## Participation à des expositions Peinture / Poésie
- 2004 : Forêt(s), musée du Cayla - Tarn
- 2006 : Leila, reine des chats sauvages du village de L'Herbe, à la Médiathèque de Lège-Cap-Ferret (Gironde)
- 2007 : Poèmes d'amour, au Moulin à Papier de Brousses (Aude)
- 2008 : Ma moitié, Exposition à Albi (Tarn)
- 2008 : Poèmes d'amour, à la Médiathèque d'Eaubonne (Tarn)
- 2009 : Auprès de mon arbre, dans le Sud du Tarn
- 2011 : Les stuckistes, musée Adzak, Paris[28]

## Vidéos

### Réalisations
- 2000 : La Montagne Noire, origine du monde, 13'
- 2013 : La Montagne Noire, terre de résistance, 20'

### Coréalisations avec Jean-Paul Fargier
- 1989 : Sollers / Rodin : rapport secret, 11'
- 1991 : Tardieu ou le voir-dit, Diffusion La Sept-FR3, 25'[29]
- 1993 : Cher Mallarmé, 23'
- 2000 : Confidences pour confidences de Jean Tardieu, 13'

## Manifestations et rencontres littéraires
Depuis 1995, tous les 27 janvier, date-anniversaire de la mort du poète Jean Tardieu, elle organise d'une manifestation à thème autour de son œuvre : 
- 2023 - 28e hommage à Jean Tardieu, Monsieur Jean fait son cinéma, Scam
- 2022 - 27e hommage à Jean Tardieu, Théâtre de l’Opprimé
- 2021 - 26e hommage à Jean Tardieu : " Finissez vos phrases ou une heureuse rencontre ", Théâtre de l’Opprimé
- 2020 - Hommage à Jean Tardieu : 25 ans après, l'éternel retour, International Visual Theatre
- 2019 - Les correspondances de Monsieur Jean à la Bibliothèque nationale de France
- 2018 - Saurai-je peindre avec des mots ? Atelier des Beaux-Arts Montparnasse-Paris
- 2017 - L’espace et la flûte au musée Picasso Paris
- 2016 - Le jardin fragile 2 à l’Hôtel de Lassay, Assemblée Nationale.
- 2015 - Vingt ans après, Monsieur Jean a toujours vingt ans Salon des Editions Gallimard
- 2014 - Comment parler métaphysique avec Jean Tardieu au temple du Port-Royal 75013 Paris
- 2013 - L’aquarium de Jean Tardieu au théâtre de l’Aquarium
- 2012 - Jean Tardieu, un passant à Paris à l’Hôtel de Ville de Paris
- 2011 - Tours et détours de Jean Tardieu au Château de La Roche Guyon
- 2010 - Jean Tardieu, enfant modèle au musée de l'Orangerie
- 2009 - Théâtre de Chambre au Conservatoire National Supérieur d’Art Dramatique
- 2008 - Tardieu intime au Théâtre du Chaudron
- 2007 - Les Paris de Jean Tardieu à la Mairie du 13° arrondissement de Paris
- 2006 - Au chiffre des grands hommes au Sénat
- 2005 - Il y a foule au manoir  au Château de Chamarande
- 2004 - Sous le signe du Professeur Froeppel à l’Hôtel de Massa- Société des Gens de Lettres
- 2003 - Bon anniversaire Monsieur Jean au  Conservatoire National d'Art Dramatique
- 2002 - Une page d'Histoire, Hôtels de Rohan et Soubise Archives de France
- 2001 - Chantons sous Tardieu au Théâtre du Chaudron
- 2000 - Le Jardin fragile, à l’Hôtel de Lassay, Assemblée Nationale.
- 1999 - Poésie et peinture, au Théâtre du Garde-Chasse aux Lilas.
- 1998 - Poésie et musique, à la Maison de la Musique de Nanterre. 1997 - Poésie et radio, au  Théâtre de la Tempête
- 1996 - Poésie et théâtre au Théâtre Confluences

2007-2012 : J'aime les dimanches avec vous, Théâtre du Chaudron, Cartoucherie de Vincennes : 
Rencontres poétiques, audiovisuelles et théâtrales avec Gilles Aufray, Jean-Paul Fargier (Hommage à Bill Viola), Bertrand Quoniam, Miguel Angel Sevilla, Laure Cambau, Marc-Henri Boisse dans La leçon de Ionesco. 
Rencontres avec Daniel Mesguich pour L’éternel éphémère, Claude Meunier, Maximine, Dominique Chryssoulis, avec Habiba Djahnine, poète et réalisatrice algérienne ; avec Sylvain Dhomme pour Histoires de Théâtres lues par Daniel Mesguich.

## Activités citoyennes
- 1984-2019 : Présidente de l'association Les chemins de l'image
- 2005-2014 : Vice-présidente du comité mondial pour les apprentissages tout au long de la vie[30]

- 2007-2023 : Présidente de l’association Respirer en Montagne Noire, créée en 2007 dans le sud du Tarn. Organisation de rencontres littéraires et musicales.

## Distinctions
- 2005 : Chevalier dans l'Ordre des Palmes Académiques
- 2010 : Chevalier dans l'Ordre des Arts et Lettres[31]
- 2014 : Chevalier dans l'Ordre de la Légion d'Honneur[32]